# 牧野忠泰
牧野 忠泰（まきの ただひろ）は、越後三根山藩（嶺岡藩）主。

## 生涯

### 旗本から大名へ
五島盛保（肥前福江藩主五島盛繁の三男）の長男。天保6年（1835年）生まれとも。安政元年（1854年）に越後三根山を領していた大身旗本牧野忠興の養子となる。安政4年（1857年）2月、忠泰の襲封とともに義父の宗家長岡藩主牧野忠恭の願いにより、それまで6000石の家格寄合の旗本であったが、新田分5000石を加えて1万1000石に高直しされて大名となり、従五位下・伊勢守に叙任される。

### 戊辰戦争
慶応4年（1868年）の戊辰戦争では奥羽越列藩同盟に参加し、本家の長岡藩とともに派兵させた。しかし長岡城が陥落すると、官軍側であった与板藩に家老の神戸十郎右衛門を派遣して援助を仰いだが、与板藩にも余裕はなく、新政府軍の出雲崎屯所に出兵する旨を伝えていた。しかし、その翌日に出羽庄内藩兵が三根山藩領内に侵攻、大砲を向けて威嚇した。宗家の長岡城が落城しても傍観したことに対して、進退を明らかにするよう脅しをかけたのである。三根山藩には庄内藩に抗する力は無く、野積・寺泊・出雲崎に奥羽越列藩同盟側として三根山藩兵を出兵させている。
新潟に新政府軍が上陸すると戦局は決した。新潟・長岡が陥落すると同盟軍側は退却を開始、三根山藩兵は藩内に帰還したが、長岡・新潟の双方からの新政府軍に挟撃される形となった。弥彦口、赤塚口から挟撃する新政府軍に対して、「新政府軍に加担したかったが庄内藩に抗することができず、やむを得ず戦った」旨の嘆願書を提出した。忠泰と藩兵は新潟に出兵し、新政府軍に恭順した。ここで三根山藩、そして忠泰の罪は赦されるものの、謹慎処分を受けた。また、83名の藩兵を与板藩等とともに派遣して庄内藩と戦った。
庄内口での働きぶりが認められ、忠泰の謹慎が解かれることとなった。そして、賊軍とされた宗家長岡藩への寛大な処置を願う嘆願書を新政府軍に提出した。また、三根山藩は降伏後の働きにより500石減封に留まった。しかし、12月に本家の長岡藩に連座する形での転封命令が出た。翌明治2年（1869年）に信濃国伊那に決定したが、長岡藩と一緒に懇願して、転封の撤回に成功した。

### 明治維新後
明治3年（1870年）5月、忠泰は長岡藩の窮状に心を痛めて米百俵を送った。同年10月29日、丹後峰山藩と紛らわしいため、嶺岡（峰岡）藩と改称した。忠泰の没後は長女の千代子が家督を継いだ。明治24年（1891年）に忠良（旧宇和島藩主伊達宗城の七男）が千代子の夫となって家督を継ぎ、子爵の爵位が授けられた。

## 系譜
父母
- 五島盛保（実父）
- 牧野忠興（養父）

正室、継室
- 牧野総子 - 牧野忠恭の娘（正室）
- 牧野康哉の娘（継室）
- 内藤政又の娘（継々室）

子女
- 牧野千代子（長女） - 牧野忠良室

| 当主                | 当主                                     | 当主            |
| ------------------- | ---------------------------------------- | --------------- |
| 先代 牧野忠興       | 三根山（嶺岡）牧野家 1857年 - 1882年     | 次代 牧野千代子 |
| 藩主                |                                          |                 |
| 先代 立藩（高直し） | 牧野家三根山（嶺岡）藩主 1863年 - 1871年 | 次代 廃藩       |